# Berezenský rajón
Berezenský rajón (ukrajinsky Березнівський район) byl rajón ve Rovenské oblasti na Ukrajině. Hlavním městem bylo Berezne a rajón měl přibližně 64 tisíc obyvatel. 

## Sídla v rajónu
- Berezne
- Sosnove